# Seznam del Diega Velázqueza
To je seznam slik in risb, ki jih je ustvaril španski umetnik 17. stoletja Diego Velázquez. Velázquez ni bil pretirano plodovit, ustvaril naj bi le med 110 in 120 znanih platen. Med njimi pa lahko najdemo številna znana in vplivna dela. 
Vse slike so, če ni izrecno drugače navedeno, v olju na platnu.

## Sevilja (do 1622)
| Slika | Naslov                                   | Datum     | Dimenzije (cm) | Zbirka                                       | Pripombe | Številka kataloga: Morán–Sánchez/López-Rey |
| ----- | ---------------------------------------- | --------- | -------------- | -------------------------------------------- | --- | ------------------------------------------ |
|       | Tres músicos                             | 1617–1618 | 87 × 110       | Staatliche Museen, Berlin                    | | 1/1                                        |
|       | Kosilo                                   | c. 1618   | 108.5 × 102    | Ermitaž, Sankt Peterburg                     | | 2/3                                        |
|       | Kuhinjska pomočnica z večerjo v Emavsu   | c. 1620   | 55 × 118       | Narodna galerija Irske, Dublin               | Kritiki navajajo datume od 1617 do 1622. | 3/17                                       |
|       | Starka pri peki jajc                     | 1618      | 100.5 × 119.5  | Narodna galerija Škotske, Edinburgh          | Datirano v spodnjem desnem kotu. | 5/6                                        |
|       | Kristus v hiši Marte in Marije           | 1618      | 60 × 103.5     | Narodna galerija, London                     | Dated. | 6/7                                        |
|       | Dos jóvenes a la mesa                    | 1622      | 65.3 × 104     | Apsley House, London                         | | 9/24                                       |
|       | Sveti Tomaž                              | 1619–1620 | 95 × 73        | Musée des Beaux-Arts d'Orléans, Orléans      | | 10/10                                      |
|       | Marijino brezmadežno spočetje            | 1619      | 135 × 101.6    | Narodna galerija v Londonu                   | | 11/11                                      |
|       | Sveti Janez Evangelist na otoku Patmos   | 1619      | 135.5 × 102.2  | Narodna galerija v Londonu                   | | 12/12                                      |
|       | Poklon Treh kraljev                      | 1619      | 204 × 126.5    | Muzej Prado, Madrid                          | Datirano na kamnu pod nogo Device. | 13/13                                      |
|       | Sv. Pavel                                | 1619–1620 | 99 × 78        | Museu Nacional d'Art de Catalunya, Barcelona | | 14/14                                      |
|       | Cabeza de apóstol                        | 1622      | 38 × 29        | Muzej Prado, Madrid                          | | 15/15                                      |
|       | Vodonosec iz Sevilje                     | 1620      | 106.7 × 81     | Apsley House, London                         | | 16/16                                      |
|       | Don Cristóbal Suárez de Ribera           | 1620      | 207 × 148      | Muzej upodabljajočih umetnosti v Sevilji     | Signirano in datirano v gubi obleke, težko čitljivo. Lahko da gre za posmrten portret, ker je portrerina oseba umrla leta 1618, Mayer pa meni, da bi monogram in datum lahko bila apokrifna. | 17/19                                      |
|       | Redovnica Jerónima de la Fuente          | 1620      | 162 × 107      | Muzej Prado, Madrid                          | Signirano in datirano "Diego Velazquez f. 1620". Amulet okoli križa z napisom, ki je sedaj nečitljiv, so 1944, ko je slika prišla v Muzej, zbrisali, ker so bili mnenja, da je apokrifen.    | 18/20                                      |
|       | Redovnica Jerónima de la Fuente          | 1620      | 162.5 × 105    | Colección Fernández Araoz, Madrid            | Signirano in datirano "Diego Velazquez f. 1620". Dodano kasneje iz druge roke. | 19/21                                      |
|       | Imposición de la casulla a San Ildefonso | 1620–1623 | 166 × 120      | Občina Sevilja                               | V slabem stanju, z obsežno izgubo barve. | 20/22                                      |
|       | Portret gospoda/Francisco Pacheco        | 1620–1622 | 40 × 36        | Muzej Prado, Madrid                          | | 21/23                                      |

## Madrid (1622–29)
| Slika | Naslov                                   | Datum     | Dimenzije (cm) | Zbirka                                                               | Pripombe | Številka kataloga: Morán–Sánchez/López-Rey |
| ----- | ---------------------------------------- | --------- | -------------- | -------------------------------------------------------------------- | --- | ------------------------------------------ |
|       | Portret Dona Luisa de Góngora            | 1622      | 50.3 × 40.5    | Muzej upodabljajočih umetnosti, Boston                               | | 22/25                                      |
|       | Retrato de hombre                        | 1623–1624 | 55.5 × 38      | Muzej Prado, Madrid                                                  | Allende-Salazar (1925), Mayer (1936) in Camón Aznar sta mnenja, da gre za avto portret. López-Rey in Brown mislita, da slika kaže umetnikovega brata Janeza, ki je tudi bil slikar.                                                                             | 24/27                                      |
|       | Filip IV. Španski                        | 1623–1624 | 61.6 × 48.2    | Meadows Museum, Dallas                                               | Brown verjame, da gre za portret kralja,, López-Rey hipotezo zavrača. | 25/28                                      |
|       | Ženski portret                           | 1625      | 32 × 24        | Nekoč v kraljevski palači v Madridu. Trenutno se nahaja neznano kje. | Gre za fragment večjega portreta, verjetno poškodovanega med požarom Alcazarja. | 28/31                                      |
|       | Glava jelena                             | 1626–1628 | 58 × 44,5      | Muzej Prado, Madrid                                                  | Datiranje je protislovno. Večina kritikov predlaga leto 1635. López-Rey predlaga 1626, na osnovi podatkov 1637 na sliki rogovlja z napisom Le mató el Rey nuestro Sr. Phe. quarto el year 1626. Tehnična študija Carmen Garrido plasira sliko med 1627 in 1628. | 31/33                                      |
|       | Cristo contemplado por el alma cristiana | 1626–1628 | 165 × 206,4    | Narodna galerija, London                                             | | 32/35                                      |
|       | Portret Filipa IV. (1623-1628)           | 1623–1628 | 198 × 101,5    | Muzej Prado, Madrid                                                  | | 33/36                                      |
|       | Portret infanta Don Carlosa              | 1626–1628 | 209 × 12       | Muzej Prado, Madrid                                                  | | 34/37                                      |
|       | Portret Filipa IV. v oklepu              | c. 1628   | 57 × 44,5      | Muzej Prado, Madrid                                                  | Velja za fragment večjega dela, slikanega v dveh korakih; v drugem je obleka preoblikovana in dodan rdeč trak. | 35/38                                      |
|       | Demokrit                                 | 1628–1629 | 101 × 81       | Musée des Beaux-Arts de Rouen                                        | Glava in roka ponovno slikana 1640. Radiografija kaže, da je pred tem leva roka držala pijačo, kot je tudi videti na dveh še ohranjenih kopijah. | 37/40                                      |
|       | Bakhovo zmagoslavje                      | 1628–1629 | 165.5 × 227.5  | Muzej Prado, Madrid                                                  | | 38/41                                      |
|       | Večerja v Emavsu                         | 1628–1629 | 123.2 × 132.7  | Metropolitanski muzej umetnosti, New York                            | Predlagani datumi segajo vse od 1619 (Lafuente Ferrari) do dni po povratku s prvega obiska Italije (Marias). | 39/42                                      |

## Prvo potovanje v Italijo (1629–30)
| Slika | Naslov                           | Datum | Dimenzije (cm) | Zbirka                                    | Pripombe | Številka kataloga: Morán–Sánchez/López-Rey |
| ----- | -------------------------------- | ----- | -------------- | ----------------------------------------- | --- | ------------------------------------------ |
|       | Portret Marie Anne               | 1630  | 59.5 × 45.5    | Muzej Prado, Madrid                       | | 40/48                                      |
|       | Jožefova tunika                  | 1630  | 223 × 250      | El Escorial, Bazilika San Lorenzo el Real | | 41/43                                      |
|       | Apolon v Vulkanovi kovačnici     | 1630  | 222 × 290      | Muzej Prado, Madrid                       | | 42/44                                      |
|       | Apolonova glava                  | 1630  | 36 × 25        | Zasebna zbirka, New York                  | Gre verjetno za študijo za Apolona v Vulkanovi kovačiji. | 43/45                                      |
|       | El Pabellón de Cleopatra-Ariadna | 1630  | 44.5 × 38.5    | Muzej Prado, Madrid                       | Datiranje te in naslednje slike je sporno. Večina kritikov jo postavlja v čas drugega potovanja v Italijo, vendar tehnične študije v Pradu potrjujejo leto 1630, ki ga predlaga López-Rey. | 44/46                                      |
|       | Pogled na vrtove Vile Medici     | 1630  | 48.5 × 43      | Muzej Prado, Madrid                       | | 45/47                                      |

## Madrid (1631–48)
| Slika | Naslov                                                    | Datum     | Dimenzije (cm) | Zbirka                                       | Pripombe | Številka kataloga: Morán–Sánchez/López-Rey |
| ----- | --------------------------------------------------------- | --------- | -------------- | -------------------------------------------- | --- | ------------------------------------------ |
|       | Sibila (Juana Pacheco?)                                   | 1630–1631 | 62 × 50        | Muzej Prado, Madrid                          | | 46/49                                      |
|       | Portret mladeniča                                         | 1630–1631 | 89,2 × 69,5    | Stara Pinakoteka, München                    | Slika je videti nedokončana, roke so le zarisane; López-Rey pravi, da je Velázquez lahko sliko razumel kot končano, saj so bistvene značilnosti portreta poudarjene.                                                                           | 47/50                                      |
|       | Skušnja sv. Tomaža                                        | 1631–1632 | 244 × 203      | Muzej stolnice v Orihueli                    | | 48/130                                     |
|       | Princ Baltazar Karl s pritlikavcem                        | 1631      | 128.1 × 102    | Muzej upodabljajočih umetnosti, Boston       | | 49/51                                      |
|       | Filip IV. v rjavi in srebrni barvi                        | 1631–1632 | 199.5 × 113    | Narodna galerija, London                     | | 50/52                                      |
|       | Izabela Bourbonska                                        | 1631–1632 | 207 × 119      | Zasebna zbirka, New York                     | | 51/53                                      |
|       | Don Diego del Corral y Arellano                           | 1631–1632 | 205 × 116      | Muzej Prado, Madrid                          | | 52/55                                      |
|       | Doña Antonia de Ipeñarrieta y Galdós in njen sin Don Luis | 1631–1632 | 205 × 115      | Muzej Prado, Madrid                          | Brown misli, da je bila pri delu vpletena sočasna delavnica, katere delavci so sodelovali pri barvanju kostuma za žensko in lik otroka; gre za podrobnosti, ki so jih prvotno imeli za kasnejše dopolnitve, česar pa radiografija ni potrdila. | 53/54                                      |
|       | Moška roka                                                | 1630      | 27 × 24        | Neznano; v kraljevski palači v Madridu       | | 54/56                                      |
|       | Don Pedro de Barberana y Aparregui                        | 1631–1632 | 198,2 × 111,8  | Kimbell Art Museum, Fort Worth, Teksas       | | 55/57                                      |
|       | Don Juan Mateos                                           | 1632      | 108 × 90       | Galerija starih mojstrov, Dresden, Dresden   | Roke so le nakazane, vendar s pridihom bele barve, ki kaže, da je Velázquez delo v tem stanju imel za končano. | 56/58                                      |
|       | Križanje                                                  | 1632      | 250 × 170      | Muzej Prado, Madrid                          | | 57/59                                      |
|       | Portret princa Baltasarja Carlosa                         | 1632      | 117,8 × 95,9   | Wallace Collection, London                   | | 58/60                                      |
|       | Filip IV. Španski                                         | 1632      | 127,5 × 86,5   | Kunsthistorisches Museum, Dunaj              | Splošno mnenje vidi sliko kot delo Velázqueza in njegove delavnice. Za López-Reya so samo glava in majhne podrobnosti izpod čopiča Velazqueza.                                                                                                 | 59/61                                      |
|       | Izabela Bourbonska                                        | 1632      | 132 × 101.5    | Kunsthistorisches Museum, Dunaj              | | 60/62                                      |
|       | Dvorni norec po imenu Don Janez Avstrijski                | 1632–1633 | 210 × 124.5    | Muzej Prado, Madrid                          | | 61/65                                      |
|       | Portret vojvode Olivaresa na konju                        | 1634      | 314 × 240      | Muzej Prado, Madrid                          | | 62/66                                      |
|       | Beli konj                                                 | 1634–1635 | 310 × 245      | Kraljeva palača, Madrid                      | | 63/67                                      |
|       | Portret Filipa III. na konju                              | 1634–1635 | 305 × 320      | Muzej Prado, Madrid                          | | 64/68                                      |
|       | Portret Margarite Avstrijske na konju                     | 1634–1635 | 302 × 311,5    | Muzej Prado, Madrid                          | Velazquez in delavnica. | 65/69                                      |
|       | Portret Elisabete Francoske na konju                      | 1634–1635 | 304,5 × 317,5  | Muzej Prado, Madrid                          | Velazquez in delavnica. | 66/70                                      |
|       | Portret Filipa IV. na konju                               | 1634–1635 | 305,5 × 317,5  | Muzej Prado, Madrid                          | | 67/71                                      |
|       | Portret Princa Baltazarja Karla na konju                  | 1634–1635 | 209,5 × 174    | Muzej Prado, Madrid                          | | 68/72                                      |
|       | Predaja Brede                                             | 1634–1635 | 307,5 × 370,5  | Muzej Prado, Madrid                          | | 69/73                                      |
|       | Portret Juana Martíneza Montañésa                         | 1635–1636 | 110,5 × 87,5   | Muzej Prado, Madrid                          | | 70/76                                      |
|       | Filip IV. lovec                                           | 1632–1633 | 189 × 124,5    | Muzej Prado, Madrid                          | | 71/63                                      |
|       | Kardinal infante Don Fernando Avstrijski kot lovec        | 1632–1633 | 191,5 × 108    | Muzej Prado, Madrid                          | | 72/64                                      |
|       | Princ Baltazar Karl kot lovec                             | 1635–1636 | 191 × 102      | Muzej Prado, Madrid                          | | 73/77                                      |
|       | Princ Baltasar Carlos v areni                             | 1636      | 144 × 96,5     | Duke of Westminster Collection, London       | | 74/78                                      |
|       | Dama s pahljačo                                           | 1635      | 95 × 70        | Wallace Collection, London                   | | 75/79                                      |
|       | Pletilja                                                  | 1635–1643 | 74 × 60        | Narodna umetnostna galerija, Washington D.C. | Nedokončano delo negotovega datuma. | 77/81                                      |
|       | Portret Pabla de Valladolid                               | 1636–1637 | 213,5 × 125    | Muzej Prado, Madrid                          | | 78/82                                      |
|       | Dvorni norec Calabacillas                                 | 1637–1639 | 105,5 × 82,5   | Muzej Prado, Madrid                          | | 79/83                                      |
|       | Dvorni norec Barbarroja                                   | 1637–1640 | 200 × 121,5    | Muzej Prado, Madrid                          | | 80/84                                      |
|       | San Antonio Abad y san Pablo ermityear                    | 1635–1638 | 261 × 192      | Muzej Prado, Madrid                          | | 81/85                                      |
|       | Portret vojvode Olivaresa                                 | 1638      | 67 × 54        | Ermitaž, Sankt Peterburg                     | | 82/87                                      |
|       | Francisco II. de Este                                     | 1638      | 68 × 51        | Galería Estense, Módena                      | | 84/89                                      |
|       | Princ Baltasar Carlos                                     | 1639      | 128,5 × 99     | Kunsthistorisches Museum, Dunaj              | Velázquez in delavnica. | 86/90                                      |
|       | Portret moža                                              | 1635–1645 | 76 × 64,8      | Apsley House, London                         | | 87/91                                      |
|       | Ezop                                                      | 1639–1641 | 179,5 × 94     | Muzej Prado, Madrid                          | Napis desno zgoraj: "AESOPVS". | 88/92                                      |
|       | Menipo                                                    | 1639–1641 | 178,5 × 93,5   | Muzej Prado, Madrid                          | Napis levo zgoraj: "MOENIPVS". | 89/93                                      |
|       | Počivajoči Mars                                           | 1639–1641 | 181 × 99       | Muzej Prado, Madrid                          | | 90/94                                      |
|       | Avtoportret                                               | 1640      | 45,8 × 38      | Museu de Belles Arts de València             | | 91/96                                      |
|       | Portret dekleta                                           | 1640      | 51,5 × 41      | Hispanic Society of America, New York        | Po López-Reyu nedokončano delo, glej krepke poteze čopiča na oblačilu, in po Brownu "eden od najbolj osupljivih ženskih portretov Velazqueza".                                                                                                 | 92/97                                      |
|       | Portret Francisca Lezcano                                 | 1643–1645 | 107,5 × 83,5   | Muzej Prado, Madrid                          | | 93/99                                      |
|       | Portret Filipa IV. v Fragi                                | 1644      | 129,8 × 99,4   | Frick Collection, New York                   | | 94/100                                     |
|       | Dvorni norec Don Diego de Acedo                           | 1645      | 106 × 82,5     | Muzej Prado, Madrid                          | | 96/102                                     |
|       | Portret Sebastiána de Morra                               | 1645      | 106 × 81,5     | Muzej Prado, Madrid                          | | 97/103                                     |
|       | Kronanje Device                                           | 1645      | 178,5 × 134,5  | Muzej Prado, Madrid                          | | 98/105                                     |
|       | Venera pred ogledalom                                     |           | 122,5 × 177    | Narodna galerija, London                     | | 100/106                                    |
|       | Ženska postava                                            | 1644-1648 | 64 × 58        | Meadows Museum, Dallas                       | | 101/108                                    |
|       | La infanta María Teresa                                   | 1648      | 48 × 37        | Metropolitanski muzej umetnosti, New York    | | 102/109                                    |
|       | Vitez reda Santiaga                                       | 1645–1650 | 67 × 56        | Galerija starih mojstrov, Dresden            | | 103/110                                    |

## Drugo potovanje v Italijo (1649–51)
| Slika | Naslov                                            | Datum     | Dimenzije (cm) | Zbirka                                | Pripombe | Številka kataloga: Catalog numbers: Morán–Sánchez/López-Rey |
| ----- | ------------------------------------------------- | --------- | -------------- | ------------------------------------- | --- | ----------------------------------------------------------- |
|       | Portret Juana de Pareja                           | 1649–1650 | 81.3 × 69.9    | Metropolitan Museum of Art, New York  | | 104/112                                                     |
|       | Ferdinando Brandani (El llamado barbero del Papa) | 1650      | 50.5 × 47      | Museo del Prado, Madrid               | | 105/113                                                     |
|       | Portret Inocenca X                                | 1650      | 140 × 120      | Galerija Doria Pamphilj, Rim          | Signatura na svitku v papeđevih rokah: "Alla santa di Nro Sigre / Innocencio Xº / Per / Diego de Silva / Velázquez dela Ca / mera di S. Mte Cattca" | 106/114                                                     |
|       | Inocenc X                                         | 1650      | 82 × 71.5      | Apsley House, London                  | | 107/115                                                     |
|       | Camillo Massimi                                   | 1650      | 73.6 × 58.5    | Kingston Lacy, Dorset                 | | 108/116                                                     |
|       | El cardenal Astalli                               | 1650–1651 | 61 × 48.5      | Hispanic Society of America, New York | | 109/117                                                     |

## Madrid (1651–60)
| Slika | Naslov                                  | Datum     | Dimenzije (cm) | Zbirka                                    | Pripombe | Številka kataloga: Morán–Sánchez/López-Rey |
| ----- | --------------------------------------- | --------- | -------------- | ----------------------------------------- | --- | ------------------------------------------ |
|       | María Teresa, španska infanta           | 1651–1652 | 34,3 × 40      | Metropolitanski muzej umetnosti, New York | Delo je bilo obrezano.Kritiki so ga soglasno pripisali Velázquezu. Brown (1986) meni, da bi lahko bila študija, uporabljena kot model za kasnejše portrete. | 110/118                                    |
|       | Portret Infante Marije Tereze Španske   | 1651–1653 | 127 × 98,5     | Kunsthistorisches Museum, Dunaj           | | 111/119                                    |
|       | Filip IV. Španski                       | 1653–1655 | 69 × 56        | Muzej Prado, Madrid                       | | 112/120                                    |
|       | Kraljica Mariana Avstrijska             | 1652–1653 | 234 × 131,5    | Muzej Prado, Madrid                       | Na portretu naslikan kralj, mogoče samo kot skica. López-Rey je ugotovil, in to je kasnejša študija muzeja Prado potrdila, da je zgornji del zavese naslikala druga roka, na kos tkanine, ki so jo dodali prvotni kompoziciji, tako da se je skladala s platnom slike Filip IV. z levom, v Pradu, delo delavnice. | 113/121                                    |
|       | Infanta Margarita                       | 1653      | 128,5 × 100    | Kunsthistorisches Museum, Dunaj           | | 114/122                                    |
|       | Infanta Margarita                       | 1656      | 105 × 88       | Kunsthistorisches Museum, Dunaj           | | 115/123                                    |
|       | Las meninas                             | 1656–1657 | 318 × 276      | Muzej Prado, Madrid                       | | 116/124                                    |
|       | Las Hilanderas ali Basen o Arahne       | c. 1657   | 167 × 252      | Muzej Prado, Madrid                       | Vzrok za dodatek novega kosa zgornjemu delu platna so verjetno popravila po požaru v Alcazarju leta 1734. | 117/107                                    |
|       | La reina Mariana de Austria             | 1655–1656 | 46,5 × 43      | Meadows Museum, Dallas                    | Verjetno nedokončana študija. | 118/125                                    |
|       | Merkur in Argos                         | 1659      | 128 × 250      | Muzej Prado, Madrid                       | Naslikano za zrcalno dvorano v Alcazarju, skupaj s tremi drugimi slikami z mitološko vsebino, ki jih je uničil požar 1734. | 120/127                                    |
|       | Infanta Margarita Teresa v modri obleki | 1659      | 127 × 107      | Kunsthistorisches Museum, Dunaj           | | 121/128                                    |
|       | Portret princa Filipa Prospera          | 1659      | 128,5 × 99,5   | Kunsthistorisches Museum, Dunaj           | | 122/129                                    |

## Dela, za katera je avtorstvo vprašljivo
| Slika | Naslov                                                        | Datum     | Dimenzije (cm) | Zbirka                                                                      | Pripombe | Številka kataloga: Morán–Sánchez/López-Rey |
| ----- | ------------------------------------------------------------- | --------- | -------------- | --------------------------------------------------------------------------- | --- | ------------------------------------------ |
|       | Vzgoja device                                                 | 1617-1618 |                | Yale University Art Gallery, New Haven                                      | Univerza Yale naj bi sliko dobila 1925; sliko so doslej pripisovali španski šoli iz 17. stoletja. Nekateri kritiki jo pripisujejo Velazquezu, Prado v Madridu je skeptičen. Sliko restavrirajo konzervatorji Univerze.                                                          |                                            |
|       | La mulata                                                     | 1620      | 55 × 104,5     | Art Institute of Chicago, Čikago                                            | Brown in drugi možnosti, da gre za kopista, ne izključujejo. | 4/18                                       |
|       | Glava mladeniča v profilu                                     | 1618–1619 | 39,5 × 35,8    | Ermitaž, Sankt Peterburg                                                    | | 7/8                                        |
|       | Kmečko kosilo                                                 | 1618–1619 | 96 × 112       | Muzej upodabljajočih umetnosti, Budimpešta                                  | | 8/9                                        |
|       | Brezmadežna                                                   | 1618–1620 | 142 × 98,5     | Centro de Investigación Diego Velázquez, Fundación Focus-Abengoa Sevilja    | Delo predstavljeno leta 1990 v Parizu kot plod Velazquezovega kroga. Avkcija pri Shotebyju v Londonu (1994) sliko na osnovi pozitivnega mnenja José López-Reya in Jonathana Browna pripisuje Velazquezu. Alfonso E. Perez Sanchez se ne strinja in sliko pripisuje Alonsu Cano. |                                            |
|       | Solze svetega Petra                                           | 1618–1619 | 132 × 98,5     | Colección Villar-Mir, Madrid                                                | |                                            |
|       | Sveti Janez Krstnik v puščavi                                 | 1620      | 175,3 × 152,5  | Art Institute of Chicago                                                    | |                                            |
|       | Portret duhovnika (Francisco Rioja?)                          | 1622–1623 | 66,5 × 51      | Colección Payá, Madrid                                                      | Napis "AETATIS SVAE. 40-". Predstavil Mayer 1936, López-Rey sliko priznava kot Velázquezovo, omenja njeno slabo stanje in misli, da je na sliki portretiran Francisco de Rioja. Za Browna, samo "mogoče Velázquez".                                                             | 23/26                                      |
|       | Gospod (Juan de Fonseca?)                                     | 1623      | 52 × 40        | Detroit Institute of Arts, Detroit                                          | |                                            |
|       | El venerable padre fray Simón de Rojas difunto                | 1624      | 101 × 121      | Colección de los duques del Infantado, Madrid                               | Napisi: "AVE MARIA" desno zgoraj, "El RºP.M. Fr. Simon D. Roxas". Antonio Palomino pripominja, da je Velazquez slikal portret Simona de Rojasa "kot mrtvega". Identificiral Pérez Sánchez v zbirki Madrid Zasebna, ki se pripisuje Franciscu de Zurbaranu.                      |                                            |
|       | Filip IV. Španski                                             | 1624      | 200 × 102,9    | Metropolitanski muzej umetnosti, New York                                   | | 26/29                                      |
|       | Portret vojvode Olivaresa                                     | 1624      | 201,2 × 111,1  | São Paulo Museum of Art, São Paulo                                          | | 27/30                                      |
|       | Grof vojvoda Olivares                                         | 1624–1626 | 216 × 192,5    | Hispanic Society of America, New York                                       | Napisi: "el Conde Duque" in komaj čitljivo "A 25". | 29/32                                      |
|       | Grof vojvoda Olivares                                         | 1624–1625 | 209 × 111      | Colección Várez Fisa, Madrid                                                | V slabem stanju; površina močno načeta, z izjemo glave. Slike nimata v katalogu ne López-Rey in ne Brown. | 30/–                                       |
|       | Portret moža                                                  | 1626–1628 | 104 × 79       | Zasebna zbirka, Princeton, New Jersey                                       | Problematična slika za López-Reya, zaradi slabega stanja. Za Browna je "lahko da Velazquez". | –/34                                       |
|       | Filip IV. v rumenem jopiču                                    | 1628      | 205 × 117      | John and Mable Ringling Museum of Art, Sarasota, Florida                    | Sliko López-Rey in Brown odklanjata, zanjo pa se postavlja Julian Gallego, ki jo je 1990 razstavil v Museo del Prado. |                                            |
|       | El bufón Calabacillas                                         | 1626–1632 | 175.5 × 106.5  | Cleveland Museum of Art, Cleveland                                          | Brown jo odklanja. | 36/39                                      |
|       | Portret duhovnika (avtoportret?)                              | 1630      | 67 × 50        | Kapitolski muzeji, Rim                                                      | |                                            |
|       | Prepir med vojaki pred španskim veleposlaništvom / "La rissa" | 1630      | 28,9 × 39,6    | Colección Pallavicini, Rim                                                  | Olje na lesu. Roberto Longhi sliko pripisuje Velazquezu, na kar ga navajajo podobnosti s Kovačijo in z Jožefovo tuniko. Tezo podpirata Marini in Salort, ki oba omenjata izredno tehnično kvaliteto dela.                                                                       |                                            |
|       | Santa Rufina                                                  | 1632–1634 | 77 × 64        | Centro de Investigaciones Diego Velázquez, Fundación Focus-Abengoa, Sevilja | |                                            |
|       | Portret moškega                                               | 1630      | 68,6 × 55,2    | Metropolitanski muzej umetnosti, New York                                   | Mayer je 1917 postavil hipotezo, da gre za avto portret, v zvezi z eno od oseb v Predaji Brede. Muzej jo je, potem ko jo je López-Rey zavrnil, katalogiziral kot delo delavnice, kasneje pa, ob podpori Jonathana Browna, po čiščenju 2009, ponovno pripisal Velazquezu.        |                                            |
|       | Portret moža                                                  | 1630      |                | Otto Naumann, New York                                                      | Slika ponovno odkrita 2010, prodana 2011 na dražbi v London za 4,7 milijone dolarjev trgovcu z umetninami Otto Naumanniu iz New Yorka. |                                            |
|       | Kristus na križu                                              | 1631      | 100 × 57       | Muzej Prado, Madrid                                                         | Signirano "Do. Velazquez fa. 1631", ne ve se, ali gre za kasneje dodan pripis. |                                            |
|       | Mlada dama                                                    | 1635      | 98 × 49        | Zbirka vojvode Devonshireskega, Chatsworth, Derbyshire, Anglija             | | 76/80                                      |
|       | San Antonio Abad                                              | 1635–1638 | 55,8 × 40      | Zasebna zbirka, New York                                                    | | -/86                                       |
|       | La tela real                                                  | 1636–1638 | 182 × 302      | Narodna galerija v Londonu                                                  | | 85/-                                       |
|       | El conde-duque de Olivares                                    | 1638      | 10 × 8         | Palacio Real de Madrid, Madrid                                              | Olje na bakru. Nekateri dokumenti kažejo, da je Velázquez slikar miniaturne portrete na baker, med drugim tudi nekatere ljudi iz kraljeve družine. | 83/88                                      |
|       | Don Francisco Bandrés de Abarca                               | 1638–1646 | 64 × 53        | Zasebna zbirka, New York                                                    | López-Rey sliko podpira, omenja njeno slabo stanje(lahko da gre za preostanek avto portreta) in odsotno podobnost drugim potrtretom iz tega obdobja. | -/95                                       |
|       | Konjeniški portret Filipa IV.                                 | 1645      | 393 × 267      | Galerija Uffizi, Firence                                                    | | 95/101                                     |
|       | Norec don Sebastián de Morra                                  | 1645      | 106 × 84,5     | zasebna zbirka, Švica                                                       | | -/104                                      |
|       | Juan Francisco Pimentel, conde de Benavente                   | 1648      | 109,5 × 88,5   | Muzej Prado, Madrid                                                         | V muzeju je slika razstavljena, kot "se pripisuje" Velazquezu, López-Rey in Brown jo zavračata, Podpirajo jo Gallego, v razstavi leta 1990, Marias (1996) in Bottineau (1998).                                                                                                  | 99/-                                       |
|       | La gallega                                                    | 1645–1650 | 60 × 46.5      | zasebna zbirka, Švica?                                                      | Nedokončano delo. Brown ga zavrača. | -/111                                      |
|       | Cristoforo Segni                                              | 1650–1651 | 144 × 92       | Zbirka Kisters, Kreuzlingen, Švica                                          | |                                            |
|       | La infanta Margarita                                          | 1653      | 115 × 91       | Zbirka vojvod Alba, Madrid                                                  | |                                            |
|       | Filip IV. Španski                                             | 1656–1657 | 64 × 53,75     | Narodna galerija v Londonu                                                  | | 123/-                                      |
|       | La reina Mariana de Austria                                   | 1656–1657 | 64,7 × 54,6    | Thyssen-Bornemisza Museum, Madrid                                           | Brown sliko izloča. | 119/126                                    |

## Risbe
| Drawing | Títle                                               | Date      | Medium               | Dimenzije (cm) | Collection                                            | Notes                                                           | Catalog numbers: Brown/López-Rey |
| ------- | --------------------------------------------------- | --------- | -------------------- | -------------- | ----------------------------------------------------- | --------------------------------------------------------------- | -------------------------------- |
|         | Busto de muchacha                                   | 1618      | Oglje na papirju     | 20 × 13.5      | Biblioteca Nacional de España, Madrid                 | Za Browna je ta slika in naslednje spodaj "lahko da Velázquez." | DQ6/4                            |
|         | Cabeza de muchacha                                  | 1618      | Oglje na papirju     | 15 × 11.7      | Biblioteca Nacional de España, Madrid                 |                                                                 | DQ1/5                            |
|         | Študija za Cristo contemplado por el alma cristiana | 1626–1628 |                      |                | Prej v Institutu Jovellanos, Gijón                    | Uničeno v 1936.                                                 | DQ5/35b                          |
|         | Študija za Predajo Brede                            | 1634–1635 | Črno pero na papirju | 26.2 × 16.8    | Biblioteca Nacional de España, Madrid                 |                                                                 | D2a/74                           |
|         | Študija generala Spinole za Predaja Brede           | 1634–1635 | Črno pero na papirju | 26.2 × 16.8    | Biblioteca Nacional de España, Madrid                 | Naslikano na zadnji strani prejšnje slike.                      | D2b/75                           |
|         | Retrato de don Gaspar de Borja y Velasco            | 1643–1645 | Črno pero na papirju | 18.6 × 11.6    | Real Academia de Bellas Artes de San Fernando, Madrid | Študija za izgubljeni portret.                                  | D1/98                            |